# The Downfall of Potts
The Downfall of Potts è un cortometraggio muto del 1915 diretto da Al E. Christie su un soggetto di Bennett Cohen. Prodotto dalla Nestor e distribuito dall'Universal Film Manufacturing Company, il film aveva come interpreti Eddie Lyons, Lee Moran, Victoria Forde e Harry L. Rattenberry.

## Trama
Potts, un famoso investigatore, entra a far parte di un corpo di polizia dove il suo capo si aspetta che lui faccia la corte a sua figlia Vic. Ma la ragazza è innamorata di Eddie, un giovane detective che non viene preso sul serio dagli altri poliziotti. Lei e l'innamorato, allora, concepiscono un piano: fingeranno che Vic sia stata rapita ed Eddie, dopo aver risolto il caso, avrà diritto alla sua mano. Tutto sembra andare per il meglio ma la polizia non ha nessuna intenzione di affidare il caso ad Eddie che se lo vede soffiare via da Potts. Vic scrive un biglietto al famoso detective incaricato delle indagini, dove gli dice di recarsi davanti a una casa abbandonata vicino alla ferrovia, di sedersi sulla porta e di attendere là gli sviluppi della situazione. Potts fa come gli è stato scritto. Così quando Eddie porta gli altri poliziotti pronti per fare un'irruzione nella casa dove si trova Vic legata a una sedia, questi si trovano davanti a Potts che sembra piantonare l'edificio, pistola in mano. Vic viene liberata e Potts perde la sua stella che viene data invece a Eddie. Lui e la sua ragazza possono così finalmente progettare il loro matrimonio.

## Produzione
Il film fu prodotto dalla Nestor Film Company di David Horsley.

## Distribuzione
Distribuito dall'Universal Film Manufacturing Company, il film - un cortometraggio in una bobina - uscì nelle sale cinematografiche statunitensi il 18 giugno 1915. Il 25 giugno venne distribuito anche in Canada. Nel Regno Unito, la Transatlantic (The Trans-Atlantic Film Co. Ltd.) lo distribuì il 30 settembre del 1915.